# Wolfgang José Bournonville y de Ursel
Wolfgang José Bournonville y de Ursel, II comte de Flegnies, (Mons, Hainaut, 4 de desembre de 1715 - Madrid, 29 d'abril de 1784) fou un militar való al servei d'Espanya, capità general d'Aragó durant el regnat de Carles III d'Espanya.
Pertanyia a una família important dels Països Baixos, ja que era fill del marquès de Sars. En 1736 va ingressar en la companyia flamenca de la Guàrdia de Corps al servei del Rei d'Espanya, en la que va arribar a alferes i després a tinent (1743). va participar en la campanya d'Itàlia de 1743-1748 defensant els drets de Felip I de Parma. Va ascendir a brigadier el 1744 i a mariscal de camp en 1754, i en 1748 va ingressar a l'Orde de Calatrava. En 1760 ascendí a tinent general i en desembre de 1767 fou nomenat capità general de Guipúscoa, càrrec que deixà quan el 24 de març de 1768 fou nomenat capità general d'Aragó i president de la Reial Audiència d'Aragó. El 8 de novembre de 1769 deixà el càrrec quan fou nomenat capità de la companyia flamenca de la Guàrdia de Corps, càrrec que va detenir fins a la seva mort.